# Silene paradoxa
Espèce
Classification phylogénétique
Le silène paradoxal (Silene paradoxa) est une plante herbacée vivace de la famille des Caryophyllacées.

## Description
C'est une plante assez haute (20 à 50 cm) parfois plus, très visqueuse au sommet, à fleurs blanches au-dessus, jaunâtres en dessous, aux pétales échancrés jusqu'au tiers de leur longueur environ (diamètre de la corolle : 15 à 25 mm). Le calice est étroit, très allongé.

## Distribution
Europe du Sud : Italie, Dalmatie, Serbie, Herzégovine, Macédoine, Grèce. En France : Hautes-Alpes, Alpes-de-Haute-Provence, Drôme, Vaucluse, Gard, Corse.

## Écologie
Pelouses sèches et rocailles des régions montagneuses jusqu'à 2 200 m d'altitude. Floraison de juillet à septembre.